# Hòa Phú (Bình Dương)
Hòa Phú is een phường van Thủ Dầu Một, een stad in de provincie Bình Dương. Hòa Phú ligt in het noorden van Thủ Dầu Một en grenst aan de districten Tân Uyên en Bến Cát.